# 朱弘桓
朱弘桓（1663年—？）為大明魯王朱以海的第三位王世子、延平王鄭成功的四女婿。

## 生平
朱弘桓為魯王朱以海的遺腹子，生母次妃陳氏。1662年，延平王鄭成功病殂於承天府，不久朱以海亦薨於金門。朱弘桓出世之後，因兄長皆歿，所以自行晉封世子。次年，清荷聯軍於廈門海域擊敗了鄭家軍，金廈兩島從此淪陷。延平王鄭經東渡撤退，朱弘桓遂與諸多大明宗室跟隨鄭經遷入東寧，鄭經將四妹許配給朱弘桓。
寓居初期，朱弘桓尚能依靠鄭氏家族的歲供維生，後來奉贍逐漸不繼，朱弘桓只得墾種於鄉里之間。1683年，延平王鄭克塽降清，寧靖王朱術桂自縊，而朱弘桓與其他朱姓宗室的冊印皆遭施琅剝奪，並被西渡安插於中國大陸各省。

## 家族

### 先祖
- 高祖父 魯端王朱觀𤊟
  - 曾祖父 魯恭王朱頤坦
    - 祖父 魯肅王朱壽鏞

### 伯父
- 大伯朱以潢
- 三伯魯安王朱以派
- 四伯朱以洐
- 五伯朱以江

### 父母
- 父：監國魯王朱以海
- 母：魯次王妃陳貞妃

### 正室之父
- 延平王鄭成功

### 正室之嫡母
- 延平王妃董氏

### 兄
1. 魯世子朱弘柙，母继妃张氏，失陷兖州，生死不明
2. 魯世子朱弘枬，庶出，卒于南中
3. 朱弘棅，庶出，失陷兖州，生死不明
4. 朱弘槮，庶出，殉难
5. 朱弘樸，庶出，殉难
6. 朱弘棟，庶出，殉难

### 子
- 長子朱振烈（袭父职）
- 次子朱振勲
- 三子朱振熙
- 四子朱振照

## 关联条目
- 大明魯藩王列表